# X704
Az x704 egy 32 bites PowerPC utasításkészlet-architektúrát (ISA) megvalósító, nagy teljesítményű mikroprocesszorsorozat, amelyet az Exponential Technology fejlesztett. A processzorsorozatot 1996-ban jelentették be, tagjai órajelükben különböznek egymástól. Az x704 családba tartozó mikroprocesszorok extrém magas órajelfrekvenciájukról voltak nevezetesek (forgalmazásuk idején, 1997 körül) a 400–533 MHz-es tartományban, a Motorola / IBM vagy az Intel korabeli processzorainak sebességét többszörösen meghaladva. A magas órajelet bipoláris tranzisztorok felhasználásával értek el a logikai felépítésben, és CMOS áramkörök használatával a memóriához. A cég az Apple számítógépeiben szándékozott a processzorokat felhasználni, és az iparági megfigyelők is nagy reményeket fűztek a processzortípushoz, de ez a terv az Apple üzleti döntései miatt meghiúsult: az Apple végül IBM processzorokkal kezdte építeni a gépeit, de csak rövid ideig, mivel 1998-ra áttértek a PPC 750 sorozatra, és végül elálltak a további megrendelésektől az Exponentialtól. 1997. április 17-én az Apple felmondta az Exponentiallal kötött szerződését, ami végzetes következményekkel járt a cég számára, különösen úgy, hogy az Apple a szerződésben kikötött 1,4 millió dolláros lemondási díjat soha nem fizette ki. Az Exponential Technology végül kudarcot vallott az x704 sikertelensége miatt, de néhány korábbi alkalmazottja megalapította az Intrinsity céget, amely kifejlesztett egy magas órajelű MIPS implementációt, a FastMATH-ot. 1997 szeptemberében az Exponential eladta az X704 szabadalmi portfólióját, amely több mint 50 szabadalmat tartalmazott, az S3 Inc-nek, körülbelül 12 millió dollárért. Az S3 Inc. és az Intel később 10 éves szabadalmi keresztlicenc-megállapodást kötöttek, amely hozzáférést biztosított az Intel számára az Exponential eredeti technológiájának nagy részéhez. Így az x704-hez kötődő technológiák közül sokat az Intel Pentium II processzoraiban használtak fel.
Az x704 egy szuperskalár mikroprocesszor, amely ciklusonként legfeljebb három utasítást ad ki az aritmetikai-logikai egység (ALU), lebegőpontos egység (FPU) és elágazáskezelő egység felé. A rövid ciklusidők megvalósítása érdekében a gyorsítótárakat kis méretekre korlátozták, ami a teljesítményt is visszafogta. A processzor gyorsítótárainak három szintje van. Az első szint különálló 2 KiB-os utasítás- és adat-gyorsítótárakból áll, ezek közvetlen leképezésűek. Az L2 gyorsítótár a lapkán található és 32 KiB méretű. Ez nyolc utas csoport-asszociatív. Az L3 gyorsítótár nagyobb, 512 KiB-tól 2 MiB-ig terjedő kapacitást támogat, és a lapkán kívül helyezkedik el. Az x704 2,7 millió tranzisztort tartalmaz, amiből 0,7 millió bipoláris tranzisztor és 2,0 millió fém–oxid–félvezető (MOS), a lapka mérete 15 mm × 10 mm (150 mm2). A Hitachi gyártotta, 0,5 µm-es BiCMOS (bipoláris CMOS) folyamattal, hat rétegű fémezéssel. A processzorok 3,6 és 2,1 V-os tápfeszültséget használnak, disszipációjuk kevesebb mint 85 W 533 MHz-en. Tokozása 356 érintkezős ball grid array (BGA).

## Modellek
| X704 Processzorok | X704 Processzorok | X704 Processzorok | X704 Processzorok |
| Modell            | Bejelentés        | Megjelent         | Órajel            |
| ----------------- | ----------------- | ----------------- | ----------------- |
| X704-466          | 1997. január 7.   |                   | 466 MHz           |
| X704-500          | 1997. január 7.   |                   | 500 MHz           |
| X704-533          | 1997. január 7.   |                   | 533 MHz           |
| X704-410          |                   | 1997 márciusa     | 410 MHz           |

## Fordítás
Ez a szócikk részben vagy egészben  a   X704 című angol Wikipédia-szócikk ezen változatának fordításán alapul.  Az eredeti cikk szerkesztőit annak laptörténete sorolja fel. Ez a jelzés csupán a megfogalmazás eredetét és a szerzői jogokat jelzi, nem szolgál a cikkben szereplő információk forrásmegjelöléseként.